# Aminopeptydazy

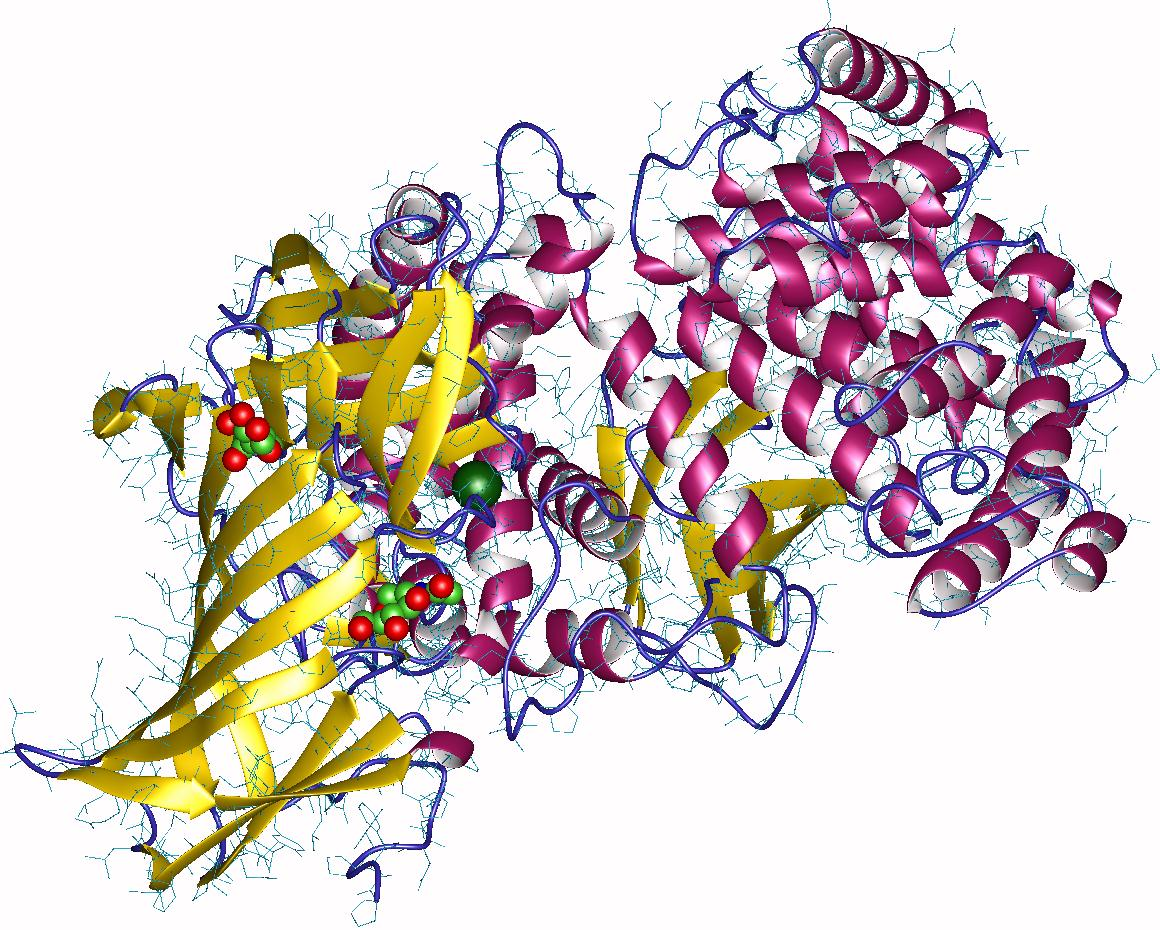
Struktura ludzkiej aminopeptydazy 1 retikulum endoplazmatycznego (ERAP1)

Aminopeptydazy, aminoacylopeptydohydrolazy – enzymy proteolityczne, egzopeptydazy, które uwalniają aminokwasy z aminowego końca łańcucha polipeptydowego. Biorą udział w końcowych etapach trawienia białek w jelicie cienkim.